# Paul Dano
Paul Franklin Dano (Nueva York, 19 de junio de 1984) es un actor, guionista y director de cine estadounidense. Ha trabajado, entre otras, en las películas There Will Be Blood, Little Miss Sunshine, Ruby Sparks, Love & Mercy, Looper, 12 Years a Slave, Prisoners, Youth, Okja y The Batman. En 2018, debutó como director con Wildlife.

## Biografía
Paul Dano nació el 19 de junio de 1984 en Nueva York y creció en Connecticut, donde se había mudado su familia. Comenzó a trabajar en teatro en papeles secundarios en Broadway, entre ellos Un mes en el campo, junto a Helen Mirren; Cuento de Navidad, con Ben Vereen y Terrence Mann, e Inherit the Wind, con George C. Scott y Charles Durning. 
A los dieciséis años realizó su primer protagónico en cine en L.I.E., junto a Brian Cox. Por este trabajo recibió un premio Independent Spirit a la mejor interpretación de un debutante y el premio OUTstanding Actor que otorga el festival Outfest.
En 2015 formó parte del elenco de Youth, dirigida por Paolo Sorrentino. Al año siguiente, interpretó a Brian Wilson, cantante y compositor de los Beach Boys, en Love & Mercy y a Pierre Bezújov en Guerra y paz, una adaptación de la BBC de la novela homónima de Lev Tolstói.
Es también músico. 
Desde 2007 está en pareja con la actriz, guionista y dramaturga Zoe Kazan. En agosto de 2018 tuvieron una hija.

## Filmografía

### Como actor
- 2000 The Newcomers
- 2001 L.I.E.
- 2002 The Emperor's Club
- 2002 Too Young to Be a Dad
- 2004 Taking Lives
- 2004 The Girl Next Door (película de 2004)
- 2004 Light and the Sufferer
- 2005 The King
- 2005 The Ballad of Jack and Rose
- 2006 Pequeña Miss Sunshine
- 2006 Weapons
- 2006 Fast Food Nation
- 2007 There Will Be Blood
- 2008 Explicit Ils
- 2008 Gigantic
- 2009 Where the Wild Things Are (voz)
- 2009 Taking Woodstock
- 2010 Knight & Day
- 2010 The Good Heart
- 2011 Cowboys & Aliens
- 2011 The Extra Man
- 2012 Ruby Sparks
- 2012 For Ellen
- 2012 Being Flynn
- 2012 Looper
- 2013 12 Years a Slave
- 2013 Prisoners
- 2015 Youth
- 2015 Love and Mercy
- 2016 Swiss Army Man
- 2017 Okja
- 2022 The Batman

### Como director
- 2018 Wildlife

## Premios

### Independent Spirit
| Año  | Categoría       | Trabajo | Resultado |
| ---- | --------------- | ------- | --------- |
| 2002 | Mejor debutante | L.I.E.  | Ganador   |

### Sindicato de Actores
| Año  | Categoría     | Trabajo               | Resultado |
| ---- | ------------- | --------------------- | --------- |
| 2006 | Mejor Reparto | Pequeña Miss Sunshine | Ganador   |